# أدولفو بريز إيسكيبل
أدولفو بريز إيسكيبل (بالإسبانية: Adolfo Pérez Esquivel) هو ناشط في مجال حقوق الإنسان، ومنظم اجتماعي، ومسالم، وكاتب ونحّات، وفنان أرجنتيني ولد في بوينس آيرس في 26 نوفمبر 1931. درس في معهد سان فرنسيسكو ومن ثم في المدرسة الوطنية للفنون الجميلة في بوينس آيرس وبعدها في جامعة دي لا بلاتا الوطنية.
درس الفنون الجميلة على مدى 25 سنة في جميع المراحل الدراسية: الابتدائي والثانوي ومن ثن في الجامعة. وجد نفسه يعاني من البطالة عام 1976 عند بدأ النظام الديكتاتوري في الأرجنتين.

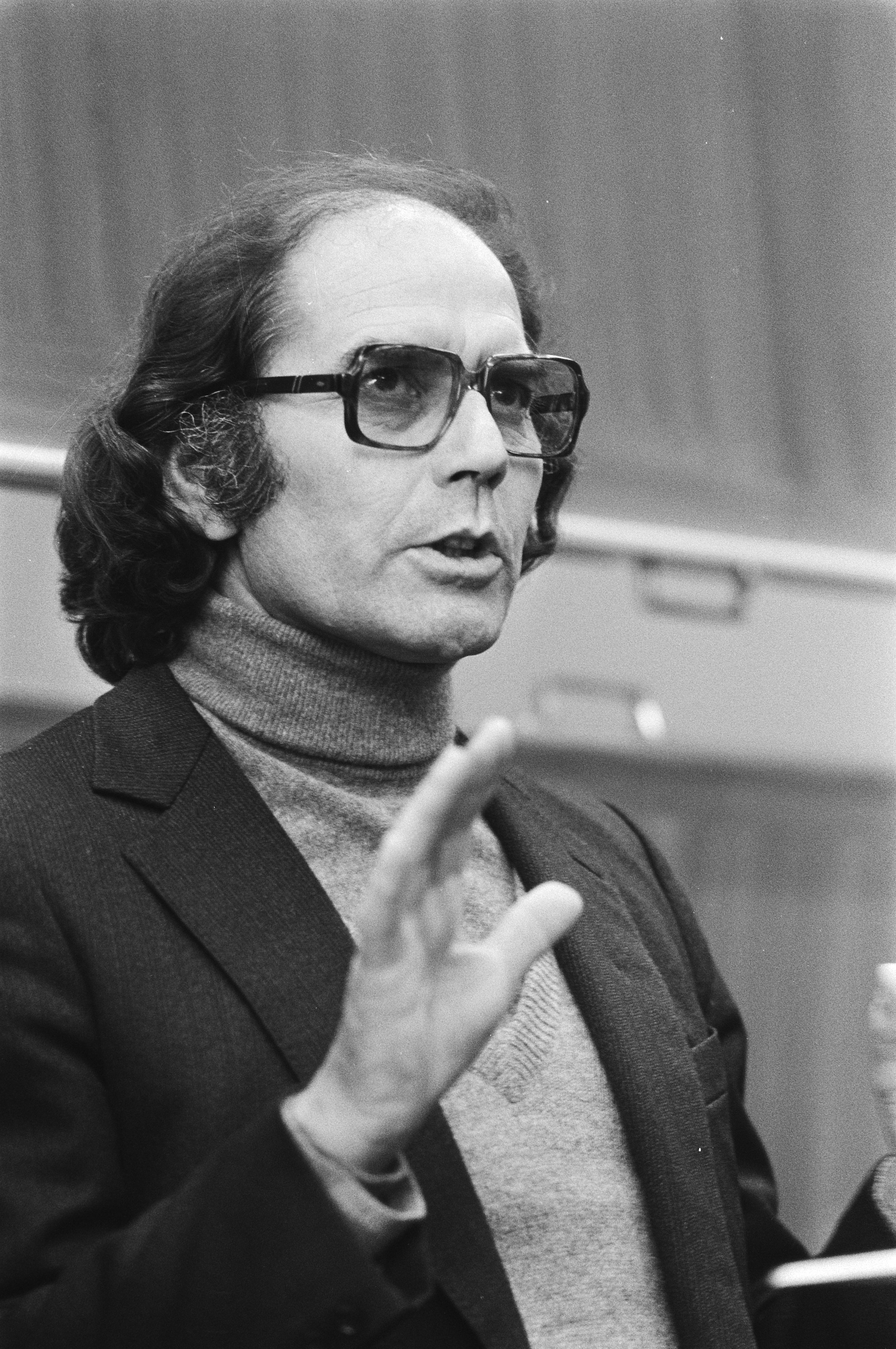
أدولفو بيريز اسكيفل في عام 1983

تحصل سنة 1980 على جائزة نوبل للسلام لعمله من أجل الدفاع عن حقوق الإنسان.

## روابط خارجية
- أدولفو بريز إيسكيبل على موقع IMDb (الإنجليزية)
- أدولفو بريز إيسكيبل على موقع الموسوعة البريطانية (الإنجليزية)
- أدولفو بريز إيسكيبل على موقع مونزينجر (الألمانية)
- أدولفو بريز إيسكيبل على موقع إن إن دي بي (الإنجليزية)